# 昂特伊波尔特
昂特伊波尔特（法語：Antheuil-Portes，法語發音：[ɑ̃tœj pɔʁt]）是法国瓦兹省的一个市镇，位于该省东北部，属于贡比涅区。

## 地理
昂特伊波尔特（49°29'44"N, 2°45'17"E）面积10.73 平方千米，位于法国上法蘭西大區瓦兹省，该省份为法国北部内陆省份，北起索姆省，西接厄尔省和滨海塞纳省，南至塞纳-马恩省和瓦兹河谷省，东临埃纳省。
与昂特伊波尔特接壤的市镇（或旧市镇、城区）包括：阿龙德河畔布赖讷、阿龙德河畔古尔奈、马尔凯格利斯、蒙希于米耶尔、马河畔勒松、维涅蒙。

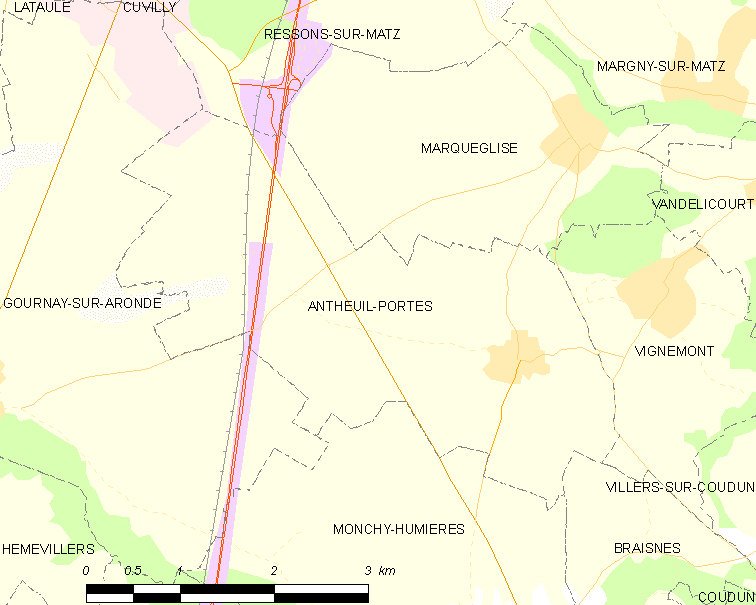
昂特伊波尔特的OSM定位图

昂特伊波尔特的时区为UTC+01:00、UTC+02:00（夏令时）。

## 行政
昂特伊波尔特的邮政编码为60162，INSEE市镇编码为60019。

## 政治
昂特伊波尔特所属的省级选区为埃斯特雷圣但尼县。

## 人口

1962-2008年间昂特伊波尔特人口变化图示

昂特伊波尔特于2022年1月1日时的人口数量为410人。